# Бакауов, Хафиз
Хафиз Бакауов — советский хозяйственный, государственный и политический деятель.

## Биография
Родился в 1907 году в ауле № 8. Член КПСС.
С 1927 года — на хозяйственной, общественной и политической работе. В 1927—1970 гг. — делопроизводитель Джангалинского райисполкома, секретарь Джангалинского, Джаныбекского райкома, инструктор Казкрайкома, заведующий отделом Южно-Казахстанского обкома, секретарь Меркенского райкома, инструктор Казкрайкома ВЛКСМ, заведующий отделом ЦК ЛКСМК, инструктор ЦК Компартии Казахстана, секретарь Южно-Казахстанского обкома партии, слушатель ВШПО, участник Великой Отечественной войны, начальник политотдела Северо-Казахстанского облвоенкомата, заведующий военным отделом ЦК Компартии Казахстана, заведующий отделом партийных, советских и комсомольских органов ЦК Компартии Казахстана,
второй секретарь Карагандинского обкома партии, председатель Партийной комиссии при ЦК Компартии Казахстана.
Избирался депутатом Верховного Совета Казахской ССР 3-6-го созывов.
Умер в 1974 году.
Награждён орденом Трудового Красного Знамени (05.11.1940) «в связи с 20-летним юбилеем Казахской ССР, за достижения в развитии промышленности, сельского хозяйства, науки и искусства».